# Lupinus mutabilis
Lupinus mutabilis är en ärtväxtart som beskrevs av Robert Sweet. Lupinus mutabilis ingår i släktet lupiner, och familjen ärtväxter.

## Underarter
Arten delas in i följande underarter:
- L. m. mutabilis
- L. m. roseus

## Bildgalleri

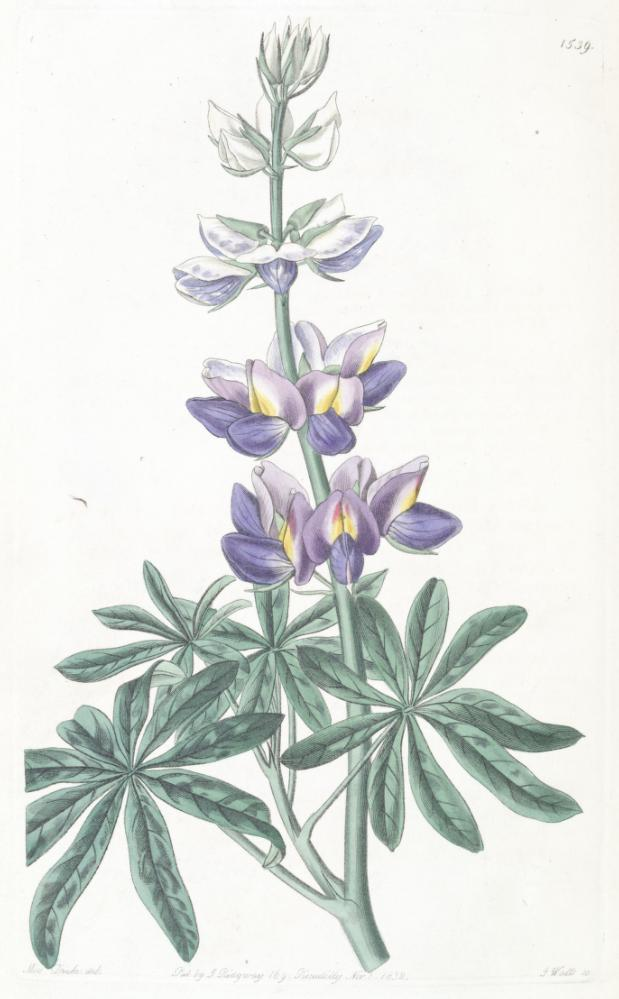
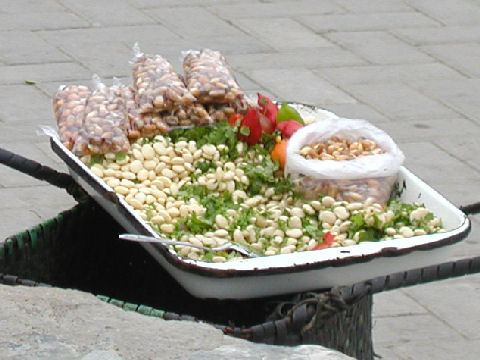